# Jean-Baptiste-Louis-François Boulanger (capitaine Duhamel)
Jean-Baptiste-Louis-François Boulanger, sieur Duhamel (ou Du Hamel), connu comme le capitaine Duhamel, né le 6 février 1732 à Amiens et mort le 29 août 1772 à Conty, est un capitaine de dragons qui à la tête d'un détachement d'un cinquantaine d'hommes, fut chargé d'octobre 1764 à février 1765, de traquer la Bête du Gévaudan. 
Sa traque restée sans résultat, après l'arrivée du louvetier normand Jean-Charles d'Enneval, chargé à son tour de capturer la Bête du Gévaudan, le capitaine Duhamel est alors remercié et quitte la région avec sa troupe en avril 1765.

## Biographie

### Famille et carrière militaire
Connu sous le nom de « capitaine Duhamel »,, Jean-Baptiste-Louis-François Boulanger né le 6 février 1732 à Amiens, en Picardie, est le fils de Jean-Baptiste-Nicolas Duhamel et de Marie Angélique Filleux. 
Il s'engage en février 1747 dans le régiment d'infanterie de Laval. et quitte ce même régiment en 1749 lors de sa réforme. En octobre 1756, il intègre en tant que porte-étendard le régiment de cavalerie de Royal-Roussillon. En mai 1758, il entre dans le corps des Volontaires de Clermont-Prince en tant qu'aide-major d'infanterie, et accède au rang d'officier de l'armée royale. Il obtient le grade de capitaine dans ce même corps d'armée en décembre 1758.

### Traque de la Bête du Gévaudan
En octobre 1764, les compagnies de cavaliers de la Légion de Clermont-Prince sont cantonnées dans le Languedoc. Le comte de Moncan, commandant de la province, charge alors le capitaine Duhamel de former un détachement d'une cinquantaine de soldats affectés à la chasse de la Bête du Gévaudan. Celle-ci a déjà fait plusieurs victimes depuis le mois de juin 1764. 
Après quelques semaines d'enquête, le capitaine Duhamel et ses hommes aperçoivent dans une clairière du bois à proximité du château de la Baume une bête massive correspondant à la description que les témoins survivants des attaques leur en ont fait. Un premier tir imprécis contraint Duhamel à poursuivre à cheval le canidé, non identifié à ce stade, mais celui-ci lui échappe.
À la suite de cet échec, le comte d'Eu, gouverneur de la Province, relève Duhamel de sa mission. Quelques semaines plus tard cependant, l'existence d'une seconde bête est avérée, à quelques dizaines de kilomètres seulement de la première, qui sévit toujours. Devant la recrudescence des attaques, le comte est contraint de rappeler Duhamel et un effectif plus restreint de cavaliers. De décembre 1764 au printemps 1765, le mauvais temps, la défiance des paysans locaux et la faim récurrente rendent cette seconde phase de traque particulièrement difficile et inefficace. Les correspondances du capitaine Duhamel révèlent cependant qu'il espère toujours à cette époque mettre un terme aux exactions de ces bêtes.
Après de multiples battues et chasses infructueuses, et en particulier la débâcle de la grande battue générale du 7 février 1765, le capitaine Duhamel et sa troupe sont définitivement congédiés le 7 avril suivant, sur ordre du comte d'Eu.